# Battaglia di Modone (1403)
La battaglia di Modone fu combattuta il 7 ottobre 1403 tra le flotte della Repubblica di Venezia e della Repubblica di Genova allora sotto il controllo francese, comandata dal maresciallo Jean Le Maingre, conosciuto con il nome di Boucicaut. Tale battaglia fu uno degli ultimi scontri delle guerre veneziano-genovesi, la battaglia si concluse con una decisiva vittoria veneziana.

## Preludio
Le tensioni tra la Repubblica di Venezia e il suo vecchio rivale, la Repubblica di Genova aumentarono nuovamente nel 1402 quando arrivarono notizie di attacchi di pirati genovesi verso le mude veneziane. I veneziani guidati dal Doge Michele Steno autorizzarono il capitano generale da mar Carlo Zen a partire con la flotta per stroncare la pirateria genovese.
Nell'aprile del 1403, la flotta genovese composta da nove galee, sette cocche, una galleazza e una nave atta al trasporto di cavalli salpò da Genova sotto il comando del maresciallo francese Boucicaut in direzione di Cipro. Durante il tragitto la flotta passò dalla colonia veneziana di Modone nella Grecia sudoccidentale. Non vi furono scontri e Boucicaut condusse la sua flotta a Cipro. In seguito il comandante francese, un "fervente crociato", lanciò attacchi contro le città musulmane sulla costa levantina ed in particolare fu saccheggiata la città di Beirut. Tale attacco fece arrabbiare ulteriormente i veneziani poiché la maggior parte del bottino che i genovesi presero apparteneva in realtà ai mercanti veneziani. Nel mese di settembre, Boucicaut alla testa di undici galee e due cocche, salpò per il viaggio di ritorno. 

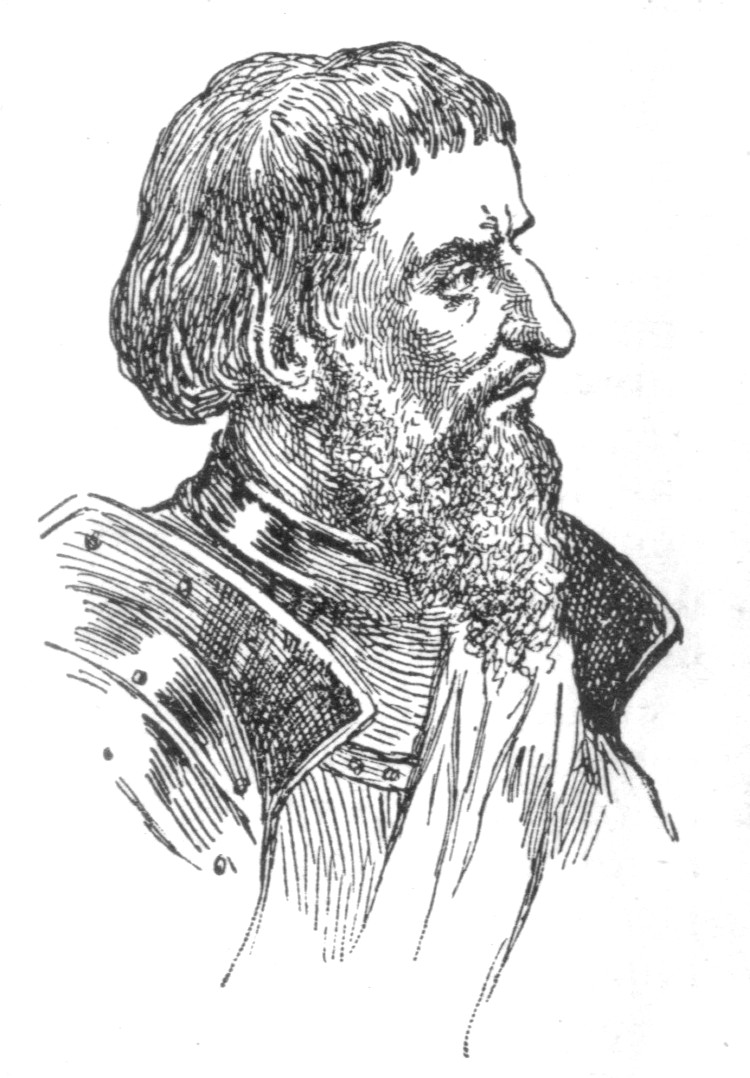
Ritratto di Jean Le Maingre detto il Boucicault

## Battaglia
La flotta genovese arrivò nei pressi di Modone il 4 ottobre dove trovò la flotta veneziana, composta da undici galee e due cocche. Anticipando la battaglia, il Capitano Veneziano Zen spostò le sue navi nella baia, mentre i genovesi si ancorarono al largo dell'isola di Sapienza. La mattina presto del 7 ottobre i genovesi iniziarono a navigare verso nord, ma furono inseguiti dai veneziani. La battaglia che ne seguì fu combattuta duramente, in particolare tra le navi ammiraglie delle due flotte opposte, che si chiusero l'una contro l'altra e si impegnarono in combattimenti corpo a corpo. La battaglia fu decisa dalla nave rotonda veneziana di nome Pisana, che catturò tre galee genovesi, portando Boucicaut a staccarsi e a fuggire.
I genovesi contarono la perdita di 600 caduti e 300 catturati come prigionieri di guerra a bordo delle tre navi. I Veneziani contavano 153 feriti.

## Conseguenze
L'instabilità interna di Genova fece sì che questa fosse l'ultima grande sfida data all'egemonia marittima Veneziana ed il suo dominio sulle rotte commerciali orientali. Nei secoli successivi i Veneziani si scontreranno con l'inesorabile ascesa dell'Impero ottomano incominciando la lunga serie di guerre turco-veneziane